# Цианидиум
Циани́диум (лат. Cyanidium) — род примитивных ацидотермофильных красных водорослей. Описан один общепризнанный вид — цианидиум тепличный (Cyanidium caldarium).
Один из самых примитивных эукариотических организмов. Одноклеточная водоросль, внешними морфологическими признаки сходная с зелёной водорослью хлореллой. Клетки обладают примитивным эукариотическим строением, а хлоропласты содержат пигменты, характерные для синезелёных водорослей, что позволяет предположить, что цианидиум представляет собой переходную стадию эволюции между цианобактериями и эукариотическими водорослями.
Широко распространённый в горячих кислотных источниках вид, всегда встречающийся вместе с видами близкого рода Galdieria, а нередко являющийся единственным фотосинтезирующим организмом в среде (фотосинтезирующие термофильные бактерии, например, Chloroflexus, при pH 2—3, оптимальном для цианидиума, существовать не могут).

## Описание
Обычно одноклеточная водоросль, редко несколько клеток собраны в скопления в общем гомогенном слизистом матриксе. Клетки шаровидные, (1,5)2—5(6) мкм в диаметре, голубовато-зелёные.
В клетке имеется единственный двумембранный хлоропласт чашевидной или шаровидной формы, лишённый пиреноида. Тилакоиды в хлоропласте одиночные, параллельно и концентрически расположенные (не в гранах), с фикобилисомами на внешней стороне. Основные пигменты тилакоида — хлорофилл a, фикоцианин-C, аллофикоцианин, каротиноиды. При делении хлоропласта образуется кольцо деления — кольцо электрон-плотного материала.
Митохондрия в клетке единственная, вогнутой формы. Вакуоли отсутствуют. Диктиосомы имеются.
Половой процесс не известен. Размножение осуществляется с помощью эндоспор, в клетке образуются 4 споры тетраэдрической формы, 2—3 мкм в диаметре.
Внутриклеточный уровень pH близок к 6,8—7. Протоны, пассивно проникающие в клетку из среды, выталкиваются обратно под действием АТФ-азы в клеточной мембране для обеспечения нормального функционирования внутриклеточных процессов.
Водоросль обладает цветочным запахом благодаря выделению летучих нор-каротиноидов, из клеток выделены 6-метилгептен-5-он-2, геранилацетон, 1,2-дигидро-1,1,6-триметилнафталин, β-ионон. Запасающие вещества в клетке — фитогликоген, флоридозиды и изофлоридозиды.
Число хромосом — n = 5.

## Распространение и экология
Широко распространённый вид, известный из кислотных термических источников по всему миру, не обнаруженный в Африке и Антарктиде. Обитает в кислотных термальных источниках с естественными значениями pH от 0,05 до 5,0 и температурой от 13 до 57 °C. Образует слизистые налёты на камнях. При большей температуре увеличивается доля ненасыщенных жирных кислот в клетке. Оптимальное значение pH — 2—3; температурный оптимум — 45 °C. Во всех источниках, где обнаружен цианидиум, также обнаруживаются те или иные виды Galdieria, причём в различных источниках преобладают разные роды.
Способы, которыми водоросль, встречающаяся на небольших изолированных участках с экстремальными условиями и не образующая подвижных структур, либо структур, способных длительное время сохранять жизнеспособность при иных условиях, распространилась столь широко, не известны. Томас Брок (англ. Thomas D. Brock) в 1967 году предполагал, что цианидиум и другие современные экстремофилы встречались на Земле до образования твёрдой земной коры, что объясняет их наличие в отдалённых друг от друга местах, а также отсутствие на Гавайских островах, образовавшихся сравнительно недавно. Однако наличие цианидиума в Исландии и на Азорских островах, о чём писал Брок в 1978 году, эта гипотеза не объясняет. Цианидиум мог распространяться по близко расположенным термическим источникам при непосредственном наземном перетекании жидкости из одного источника в другой, однако даже при наличии постоянного перетока между источниками при различии их физических и химических характеристик микроорганизмы, как правило, новый источник не заселяют (что было показано при изучении нескольких травертин в Йеллоустоне). Источники могут быть связаны и подземными токами, однако широкого распространения водоросли это никак не объясняет, температуры под землёй часто оказываются выше переносимых организмами, и даже близкие гидротермальные источники могут не обладать подземной связью. По мнению Топлина и соавторов (2008), распространение происходит с помощью птиц.
В качестве источников азота цианидиум может использовать как ионы аммония, так и нитрат-ионы благодаря синтезу термостойкой нитратредуктазы, а также глутаминсинтетазы.

## История изучения и номенклатура
Из-за своего необычных строения, внешнего вида и экологических предпочтений цианидиум в разное время относили к совершенно разным группам организмов — к цианобактериям, к зелёным водорослям, к криптомонадам, иногда считали промежуточным звеном между красными и зелёными водорослями.
В настоящее время цианидиум считают представителем наиболее примитивных красных водорослей. Вместе с родами Galdieria и Cyanidioschyzon составляет класс Цианидиофициевые водоросли (Cyanidiophyceae), иногда принимаемый в качестве отдельного отдела Cyanidiophyta в составе подцарства Rhodoplantae, включающего также Красные водоросли и Глаукофитовые водоросли. Исследования последовательностей, кодирующих ген psbA (отвечающий за синтез белковой субъединицы D1 фотосистемы II) и 16S рРНК хлоропласта, а также генов малой и большой субъединиц Рубиско показали, что хлоропласт цианидиума сходен с хлоропластами других красных водорослей. Предполагается, что цианидиевые отделились от других красных водорослей около 1,3 млн лет назад.
Научное название рода происходит от др.-греч. κυανός — «тёмно-синий».

### Первые сведения
Первое описание цианидиума было выполнено в 1839 году итальянским естествоиспытателем Джузеппе Менегини (итал. Giuseppe Meneghini; 1811—1889) на основании образцов, собранных в сернистых водах источников в Асколи-Пичено Антонио Орсини (итал. Antonio Orsini; 1788—1870).
С принятым в настоящее время эпитетом водоросль была впервые описана одной из первых американских альгологов, Жозефиной Тилден (англ. Josephine Tilden; 1869—1957), в 1898 году. Тилден собранный 7 июля 1896 года в одном из источников Национального парка Йеллоустон образец водоросли описала в качестве экологической формы Protococcus botryoides Kütz., 1846 (Protosiphon botryoides (Kütz.) G.A.Klebs, 1896) Protococcus botryoides var. caldarius. Однако другой образец, собранный в тот же день и почти в том же месте, а также ещё три образца — собранный ей же 27 июня 1896 года и собранные известным геологом Уолтером Харви Уидом (англ. Walter Harvey Weed, 1862—1944) в 1897 году она отнесла к виду Chroococcus varius A.Braun. Хроококк — цианобактерия, представленная в виде отдельных сферических или полусферических клеток, собранных в колонии по менее 50 клеток, не образует эндоспор.
Ошибочность определения образцов как Chroococcus была показана в 1901 году Уильямом Альбертом Сетчеллом (англ. William Albert Setchell), отнёсшим все образцы к роду цианобактерий Pleurocapsa. В 1910 году Тилден согласилась как с определением Сетчелла, так и с отнесением образцов к этому роду.
В 1925 году австрийский ботаник и цитолог Лотар Гейтлер выделил новый род Chroococcopsis, в который включил в том числе и водоросль, описанную Тилден. В 1933 году он определил образцы, привезённые с немецкой экспедиции в Сундаланд (1928—1929), как этот вид и после их тщательного изучения опубликовал описание отдельного рода Cyanidium. Он неуверенно относил этот род к синезелёным водорослям, однако предполагал, что в клетках могут содержаться хлоропласт и ядро (качество имеющихся у него образцов не позволяло подтвердить это). В 1935 году он в соавторстве с Францем Руттнером описал семейство Cyanidiaceae, поместив его в порядок Хамесифоновые. Также Гейтлер и Руттнер предположили, что образцы, собранные в японских горячих источниках Гансом Молишем в 1924 году, могут относиться к этому виду.
В 1936 году Джозеф Коупленд (англ. Joseph Copeland), не имевший доступа к работам Гейтлера, выделил Pleurocapsa caldaria из Йеллоустона в род Pluto. Он назвал род по имени бога подземного царства из-за обитания водоросли в смертоносных местах — горячих кислотных источниках и грязевых вулканах.
В 1939 году Ондесс Ламар Инман (англ. Ondess Lamar Inman) обнаружил цианидиум в гейзерах Сономы. Его образцы были определены в 1940 году Фрэнсисом Эллиоттом Друэтом (англ. Francis Elliott Drouet) в род зелёных водорослей Хлорелла. В 1943 году Друэт, однако, изменил свою точку зрения относительно природы этих организмов и перенёс их в род цианобактерий Dermocarpa — водорослей с полярными клетками, хотя клетки цианидиума лишены полярности, на что было указано Коуплендом.

### Обнаружение эукариотической природы и цитохимия
В 1944 году Кэнъитиро Негоро (яп. 根来健一郎) подтвердил предположение Гейтлера и Руттнера, обнаружив цианидиум в Японии. Негоро впервые смог выделить чистую культуру цианидиума, а также указал на наличие некоторого отлично окрашенного отделения в клетках. В 1947 году Хироюки Хиросэ (яп. 広瀬弘幸) назвал его пластидой, чётко увидел структуру хлоропласта.
Три года спустя Хиросэ обнаружил в клетках водоросли хлорофилл a, β-каротин и ксантофилл. Несмотря на то, что хлорофилла b клетки цианидиума не содержат, он предположил, что водоросль может быть отнесена к роду Хлорелла.
В 1952 году Мэри Белл Эллен (англ. Mary Belle Allen) указала на близость неопределённой водоросли, обнаруженной в гейзерах Сономы, виду Chlorella variegata Beij., однако вместо характерных для зелёных водорослей пигментов обнаружила в клетках фикоцианин и хлорофилл a. В 1954 году она отождествила эту водоросль с водорослью Тилден, как и Хиросэ, относя её к хлорелле. Пьер Буррелли (фр. Pierre Bourrelly) предположил, что хлорелла, описываемая Эллен, является либо жёлто-зелёной водорослью, либо криптомонадой. Гордон Эллиотт Фогг (англ. Gordon Elliott Fogg) в 1956 году склонялся к отнесению этого организма к коккоидным формам криптомонад.
Хиросэ продолжил изучение водоросли, в 1958 году методом окрашивания по Фёльгену установил наличие в её клетках оформленного ядра, а также указал на близость запасающих веществ багрянковому крахмалу и гликогену. Он пришёл к выводу, что цианидиум является представителем красных водорослей, посчитав необходимым переименовать этот род в Rhodococcus. Годом позже Гейтлер согласился с выводами японского исследователя, однако указал, что смена родового названия ничем не оправдана.
Эллен в 1959 году отказалась от родства водоросли хлорелле, не найдя отличия между одним из её пигментов и фикоцианином-C синезелёных водорослей, однако продолжала относить её к аномально окрашенным зелёным водорослям.

### Электронная микроскопия и проблема с номенклатурой
В 1960-х годах проводились электронномикроскопические исследования клеток цианидиума, в частности, было показано наличие настоящего комплекса Гольджи. В 1970 году Паоло Де Лука (итал. Paolo De Luca) и Роберто Таддеи (итал. Roberto Taddei), заметив, что в описаниях цианидиума из разных мест мира присутствуют существенные расхождения (в частности, во многих работах указывалось на наличие в клетках вакуолей и на способность одной клетки образовывать до 32 эндоспор, часто приводились различные данные о размерах клеток), инициировали исследование популяций цианидиума на Флегрейских полях. Они пришли к выводу, что они представлены двумя различными филогенетическими линиями, названными Cyanidium caldarium forma A и Cyanidium caldarium forma B. В дальнейшем был установлен ряд различий между ними: forma A не содержит линоленовой кислоты, способна к ассимиляционному восстановлению нитратов, не усваивает глюкозу при отсутствии света и является облигатным автотрофом; forma B содержит линоленовую кислоту, не усваивает нитраты, но поглощает глюкозу как на свету, так и в темноте и является факультативным гетеротрофом. В 1976 году Де Лука и Таддеи пришли к выводу, что эти две формы — два различных вида организмов, часто встречающиеся совместно, данные о них в литературе смешаны.
Почти во всех кислотных источниках, исследованных в 1974—1981 годах в Европе, Азии и Северной Америке (в частности, в Йеллоустоне и Сономе), обнаруживались представители двух видов. В ряде источников был обнаружен третий вид, получивший название Cyanidioschyzon merolae De Luca, Taddei & Varano, 1978. Однако опровергнуть однородность типового образца Protococcus botryoides f. caldarius, а также доказать существование различий между образцами, отнесёнными к различным видам самой Тилден, оказалось невозможным ввиду их плохой сохранности. Образцы, которые можно с уверенностью отнести к forma B, были описаны всего годом позднее, чем таксон Тилден, как Pleurococcus sulphurarius Galdieri. Сетчелл в 1901 году и Гейтлер в 1933 году описывали водоросль, идентичную forma A. Таким образом, наиболее рациональным представляется сохранение названия, основанного на эпитете, используемом Тилден, Сетчеллом и Гейтлером, за forma A и принятие названия, основанного на базиониме Галдьери, за forma B — Galdieria sulphuraria (Galdieri) Merola.
Штамм, выделенный Эллен (известный в литературе под названием «штамм Аллен» — Allen strain), на основании которого проводились многочисленные исследования цианидиума, в действительности оказалась представителем Galdieria.

### Исследования цианидиума в СССР и России
М. В. Гусев в 1961 году включил цианидиум в монографию синезелёных водорослей, однако указывал на его эукариотическую природу.
Представители цианидиевых в России обнаруживаются в горячих источниках на Дальнем Востоке. С 1979 года Л. М. Герасименко и Б. В. Громовым был выделен ряд чистых и смешанных культур с Камчатки, проводились исследования по изучению жизненного цикла водоросли, морфологии клетки, строения ДНК, пигментации, влиянию кислотности на скорость роста, фотосинтетическую активность, пигментацию.
В 1991 году О. Ю. Сенцова изучила разнообразие видов класса на Дальнем Востоке России, описав три новых вида рода Galdieria. Штамм Аллен был определён ей в новый вид Galdieria partita. В 2003 году И. Н. Стадничук, И. О. Селях и О. В. Муравенко опубликовали статью, в которой впервые были приведены хромосомные числа цианидиума и нескольких видов Galdieria, установлены кариологические различия между родами.

### Синонимы
Рода:
- Pluto J.J.Copel., 1936, nom. illeg.
- Rhodococcus Hirose, 1958, nom. illeg.

Вида:
- Chlorella caldaria (Tilden) Hirose, 1950
- Chroococcopsis caldaria (Tilden) Geitler, 1925
- Coccochloris orsiniana Menegh., 1839
- Dermocarpa caldaria (Tilden) F.E.Drouet, 1943
- Palmella orsiniana (Menegh.) Kütz., 1846
- Pleurocapsa caldaria (Tilden) Setch., 1901
- Pluto caldarius (Tilden) J.J.Copel., 1936
- Protococcus botryoides f. caldarius Tilden, 1898basionym
- Protococcus vulcanicus Ces., 1892, nom. inval.
- Rhodococcus caldarius (Tilden) Hirose, 1958

## Цианидиум в пещерах
Различные авторы сообщали о неоднократных находках водорослей, практически неотличимых от цианидиума, в слабокислых, нейтральных и слабощелочных средах, в частности, в известняковых пещерах, где они нередко образуют моновидовые биоплёнки. Впервые такие водоросли обнаружил в 1936 году немецкий гидробиолог Герхард Гельмут Швабе (нем. Gerhard Helmut Schwabe) в пяти пещерах в Чили, описав их под названием Cyanidium chilense G.H.Schwabe. В 1942 году из-за очень большого сходства с водорослью кислотных источников он стал считать её экологической разновидностью Cyanidium caldarium var. chilense, а также выделил немного отличающуюся от неё форму Cyanidium caldarium f. rumpens.
В 1964 году Имре Фридман обнаружил водоросль, определённую как цианидиум, в пещерах Израиля. Генрих Скуя в 1970 году сообщал о находке цианидиума в пещере в Италии, в 1983 году Ж.-К. Леклер, А. Кутэ и П. Дюпюи обнаружили и предварительно определили как цианидиум водоросль в пещере во Франции.
Швабе описывал одноклеточные водоросли, образующие синезелёные до чёрно-зелёных при большей толщине плёнки зернистой или порошкообразной массы на камнях. Клетки сферические, 3—6 мкм в диаметре, окружены прочной гомогенной клеточной стенкой. Размножаются образованием четырёх, реже двух (по Скуе) или восьми (f. rumpens у Швабе) спор 1,8—3,0 мкм в диаметре.
Наиболее толстые плёнки водоросли, согласно Швабе, а также Леклеру и соавторам, образуются на границе фотической зоны, на расстоянии до 40 м от входа в пещеру. Температура в пещерах в течение года изменяется незначительно, в пещере, исследованной Леклером и соавторами, она изменялась в пределах от 4 до 10 °C. Водоросль, описанная Швабе как f. rumpens, напротив, встречается в трещинах на камнях, подверженных довольно резким суточным перепадам температуры и прямому солнечному свету в дневное время. Водоросль никогда не встречается на постоянно смачиваемых участках стен пещер, влажность воздуха в местах произрастания пещерного цианидиума, однако, должна оставаться высокой и постоянной (в пещере, описанной у Леклера — между 89 и 95 %). Уровень pH в пещерах, описанных Швабе и другими авторами, всегда превышал 5,0, в известняковых пещерах он всегда выше 7,0.
На основании филогенетических данных были описаны три различных организма, предварительно названные Cyanidium sp. Monte Rotaro, Cyanidium sp. Sybil cave и Cyanidium sp. Atacama. Было показано, что они образуют оформленную монофилетичную группу, действительно близкую обитателю кислотных источников. На основе анализа 16S рРНК было получено следующее филогенетическое древо:

|  | \| \| Cyanidioschyzon merolae Strain 10D AB002583 \| \| \| \| \| \| Cyanidioschyzon sp. Clone SK114 AY882672 \| \| \| \| |
|  | |
|  | Galdieria maxima Strain IPPAS P507 AY391361                                                                              |
|  | |
|  | Cyanidioschyzon merolae Strain 10D AB002583                                                                              |
|  | |
|  | Cyanidioschyzon sp. Clone SK114 AY882672                                                                                 |
|  | |

|  | Cyanidioschyzon merolae Strain 10D AB002583 |
|  |                                             |
|  | Cyanidioschyzon sp. Clone SK114 AY882672    |
|  |                                             |

|  | \| \| Cyanidium sp. Atacama FJ390400 \| \| \| \| \| \| Cyanidium sp. Monte Rotaro AY391359 \| \| \| \| |
|  | |
|  | Cyanidium sp. Sybil cave AY391360                                                                      |
|  | |
|  | Cyanidium sp. Atacama FJ390400                                                                         |
|  | |
|  | Cyanidium sp. Monte Rotaro AY391359                                                                    |
|  | |

|  | Cyanidium sp. Atacama FJ390400      |
|  |                                     |
|  | Cyanidium sp. Monte Rotaro AY391359 |
|  |                                     |

|  | \| \| Cyanidioschyzon merolae Strain 10D AB002583 \| \| \| \| \| \| Cyanidioschyzon sp. Clone SK114 AY882672 \| \| \| \| |
|  | |
|  | Galdieria maxima Strain IPPAS P507 AY391361                                                                              |
|  | |
|  | Cyanidioschyzon merolae Strain 10D AB002583                                                                              |
|  | |
|  | Cyanidioschyzon sp. Clone SK114 AY882672                                                                                 |
|  | |

|  | Cyanidioschyzon merolae Strain 10D AB002583 |
|  |                                             |
|  | Cyanidioschyzon sp. Clone SK114 AY882672    |
|  |                                             |

|  | \| \| Cyanidium sp. Atacama FJ390400 \| \| \| \| \| \| Cyanidium sp. Monte Rotaro AY391359 \| \| \| \| |
|  | |
|  | Cyanidium sp. Sybil cave AY391360                                                                      |
|  | |
|  | Cyanidium sp. Atacama FJ390400                                                                         |
|  | |
|  | Cyanidium sp. Monte Rotaro AY391359                                                                    |
|  | |

|  | Cyanidium sp. Atacama FJ390400      |
|  |                                     |
|  | Cyanidium sp. Monte Rotaro AY391359 |
|  |                                     |

|  | \| \| Cyanidium caldarium AF170718 \| \| \| \| \| \| Cyanidium caldarium X52985 \| \| \| \| |
|  |                                                                                             |
|  | Cyanidium caldarium Strain YSK-1 EU586032                                                   |
|  |                                                                                             |
|  | Cyanidium caldarium AF170718                                                                |
|  |                                                                                             |
|  | Cyanidium caldarium X52985                                                                  |
|  |                                                                                             |

|  | Cyanidium caldarium AF170718 |
|  |                              |
|  | Cyanidium caldarium X52985   |
|  |                              |

|  | \| \| Cyanidioschyzon merolae Strain 10D AB002583 \| \| \| \| \| \| Cyanidioschyzon sp. Clone SK114 AY882672 \| \| \| \| |
|  | |
|  | Galdieria maxima Strain IPPAS P507 AY391361                                                                              |
|  | |
|  | Cyanidioschyzon merolae Strain 10D AB002583                                                                              |
|  | |
|  | Cyanidioschyzon sp. Clone SK114 AY882672                                                                                 |
|  | |

|  | Cyanidioschyzon merolae Strain 10D AB002583 |
|  |                                             |
|  | Cyanidioschyzon sp. Clone SK114 AY882672    |
|  |                                             |

|  | \| \| Cyanidium sp. Atacama FJ390400 \| \| \| \| \| \| Cyanidium sp. Monte Rotaro AY391359 \| \| \| \| |
|  | |
|  | Cyanidium sp. Sybil cave AY391360                                                                      |
|  | |
|  | Cyanidium sp. Atacama FJ390400                                                                         |
|  | |
|  | Cyanidium sp. Monte Rotaro AY391359                                                                    |
|  | |

|  | Cyanidium sp. Atacama FJ390400      |
|  |                                     |
|  | Cyanidium sp. Monte Rotaro AY391359 |
|  |                                     |

|  | \| \| Cyanidioschyzon merolae Strain 10D AB002583 \| \| \| \| \| \| Cyanidioschyzon sp. Clone SK114 AY882672 \| \| \| \| |
|  | |
|  | Galdieria maxima Strain IPPAS P507 AY391361                                                                              |
|  | |
|  | Cyanidioschyzon merolae Strain 10D AB002583                                                                              |
|  | |
|  | Cyanidioschyzon sp. Clone SK114 AY882672                                                                                 |
|  | |

|  | Cyanidioschyzon merolae Strain 10D AB002583 |
|  |                                             |
|  | Cyanidioschyzon sp. Clone SK114 AY882672    |
|  |                                             |

|  | \| \| Cyanidium sp. Atacama FJ390400 \| \| \| \| \| \| Cyanidium sp. Monte Rotaro AY391359 \| \| \| \| |
|  | |
|  | Cyanidium sp. Sybil cave AY391360                                                                      |
|  | |
|  | Cyanidium sp. Atacama FJ390400                                                                         |
|  | |
|  | Cyanidium sp. Monte Rotaro AY391359                                                                    |
|  | |

|  | Cyanidium sp. Atacama FJ390400      |
|  |                                     |
|  | Cyanidium sp. Monte Rotaro AY391359 |
|  |                                     |

|  | \| \| Cyanidium caldarium AF170718 \| \| \| \| \| \| Cyanidium caldarium X52985 \| \| \| \| |
|  |                                                                                             |
|  | Cyanidium caldarium Strain YSK-1 EU586032                                                   |
|  |                                                                                             |
|  | Cyanidium caldarium AF170718                                                                |
|  |                                                                                             |
|  | Cyanidium caldarium X52985                                                                  |
|  |                                                                                             |

|  | Cyanidium caldarium AF170718 |
|  |                              |
|  | Cyanidium caldarium X52985   |
|  |                              |

В настоящее время пещеры, исследованные Швабе, не определены и применить к одному из этих таксонов название, использованное немецким исследователем, невозможно. Франклин Отт (англ. Franklyn Ott) в 1993 году предложил считать их самостоятельными видами рода Цианидиум, в который он также включил всех представителей Galdieria. Систематическое положение не ацидофильных цианидиофициевых остаётся неопределённым.